# أشلي ألكساندرا دوبريه
أشلي ألكساندرا دوبريه (بالإنجليزية: Ashley Alexandra Dupré)‏ هي بائعة هوى ‏ ومغنية وكاتبة العمود أمريكية، ولدت في 30 أبريل 1985.

## وصلات خارجية
- أشلي ألكساندرا دوبريه على موقع ميوزك برينز (الإنجليزية)
- أشلي ألكساندرا دوبريه على موقع أول ميوزيك (الإنجليزية)